# Central hidroeléctrica Curillinque
La central hidroeléctrica Curillinque es una obra de ingeniería transformadora de energía hidráulica en eléctrica con una capacidad de 89 MW. Fue puesta en servicio en 1993.
Tiene una potencia instalada de 85 MW.

Embalses y centrales hidroeléctricas en la cuenca del río Maule.